# Ливъридж
Лѝвъридж (на английски: leverage – „лостов ефект“), също на разговорен език лост, е финансов термин, който се използва, за да илюстрира усилването на ефекта (печалбата или загубата) от дадена финансова операция, дължащо се на „мултиплициране“ (от английски – „умножаване“) на инвестирания ресурс (най-често с помощта на заемни средства).

## Видове ливъридж
В икономическата теория се говори за 2 вида ливъридж:
- финансов ливъридж (на английски: financial leverage) - най-често се проявява под формата на т.нар. маржин сделки, къси продажби, изкупувания със заемни средства и др.
- оперативен ливъридж (на английски: operating leverage) - най-общо представлява съотношението между постоянните и фиксираните разходи в един бизнес; показва какъв е финансовият праг за влизане в даден бизнес, т.е. какви са задължителните разходи, които трябва да бъдат извършени, преди още да стартира самият бизнес.

## Произношение
Понятието е един от примерите за различно произношение на една и съща дума в американския английски (левъридж) и британския английски (ливъридж) (виж външните препратки).

## Бизнес икономика
Дружеството използва ливъридж, за да расте, като поема рискове. Обратно, нисък коефициент на ливъридж може да означава зряла компания, която не иска да се разширява. В този случай това означава по-малък риск за компанията и нейните акционери. Ликвидният риск в коефициента на ливъридж се отнася до невъзможността да се продаде дадена ценна книга поради липса или насищане на пазара за тази ценна книга. Той се изчислява по следния начин: (Общ дълг * Коефициент на маржа на подкрепа) / Собствен капитал. По принцип нелистваните акции се класифицират като неликвидни ценни книжа, тъй като продавачът трябва сам да намери купувач. Въпреки това съотношение остава трудно за сравняване в различните отраслови групи, където идеалните размери на дълга се различават.